# 双口站
双口站位于中华人民共和国天津市北辰区双口镇，建于1996年。距北仓站19公里，距霸州站59公里。现为四等站。客运办理旅客乘降，行李、包裹托运；货运办理整车货物发到。